# Litteras a vobis
Litteras a vobis (en español, Las cartas [recibidas] de vosotros) es la quincuagésima cuarta encíclica del papa León XIII, datada el 2 de julio de 1894 y dirigida al episcopado de Brasil, en la que les transmite, tal como se indica en la introducción de la encíclica, ideas útiles para la mejora de la fe y la piedad cristiana de los fieles que tienen encomendados.

## Contexto histórico
A comienzos de 1892 todo el territorio del Brasil constituía una sola provincia eclesiástica formada por la archidióceis de San Salvador de Bahía con doce diócesis sufragáneas. La ampliación de la jerarquía brasileña a la que se refiere el papa en esta encíclica es resultado de la carta apostólica, en forma de bula, Ad universas, del 27 de abril de 1892.
Esta bula disgrega de la provincia eclasiástica de Bahía, el territorio correspondiente a siete diócesis situadas al sur de Brasil, con la que se forma una nueva provincia elevando a la categoría de archidiócesis la de San Sebastián de Río de Janeiro. Erige además, cuatro nuevas diócesis, dos de ellas en el territorio de la provincia de Bahía y otras dos en la de Río de Janeiro. Una vez erigidas esas nuevas diócesis, la archidiócesis de Bahía tenía siete diócesis sufragáneas, y la Río de Janeiro, ocho.

## Contenido de la encíclica
El papa envía esta carta a los arzobispos y obispos de Brasil con motivo de la carta que ellos le habían enviado el año anterior.

Litteras a vobis superiore anno accepimus, communis laetitiae gratique animi nuncias de hierarchia apud vos paulo ante amplificata, altera videlicet ecclesiastica instituta provincia sedibusque episcopalibus quatuor adiectis.
El año pasado recibimos, con común alegría y agradecimiento, vuestras cartas con noticias de la jerarquía poco antes ampliada, con la constitución de la segunda provincia eclesiástica y la adición de cuatro nuevas sedes episcopales.

Esta ampliación de la jerarquía de la iglesia había sido solicitada por los mismos obispos reunidos en Sao Paulo, y -anota la encíclica- era muy oportuna, pues el número de obispos era reducido para el tamaño del país y la desigual distribución de los habitantes, estas circunstancias hacían difícil ejercer el cuidado de los fieles que tienen encomendados
Con esta ocasión el papa encomienda a los arzobispos y obispos de Brasil unas ideas útiles para aumentar la fe y la piedad cristiana.  En primer lugar cuidar la enseñanza que se proporciona a los que se preparan para el sacerdocio, de modo que estén en las mejores condiciones para enseñar las verdades católicas y defenderlas de los ataques que pueden recibir. A la disposición de la ciencia necesaria el sacerdote debe unir la santidad de vida, de modo que su actuar confirme  la doctrina que predica.
Con este fin, deben cuidar especialmente los seminarios, dotándoles de los mejores profesores; en las diócesis en que aún no hay seminario se debe procurar erigirlo lo antes posible, teniendo en cuenta lo establecido por el Concilio de Trento y las orientaciones que el mismo León XIII dio en su carta apostólica del 27 de abril de 1892; la libertad de educación existente en Brasil  facilita la organización de estas enesñanzas. Además, contáis con el Colegio que en Roma estableció Pío IX para formar el clero de América del Sur; en este sentido el papa les anima para que envíen a Roma a los jóvenes idóneos para estos estudios. Se refiere el papa también a la ayuda que han de prestar a las diócesis las comunidades religiosas, recuerda que por decreto del 3 de septiembre de 1890, las comunidades nativas han quedado bajo la autoridad de los obispos, materia en la que se se han obtenido resultados satisfactorios..
Completa el papa sus recomendaciones refiriéndose a la necesidades de los fieles. Ante todo hay que asegurar la enseñanza religiosa en los niños y jóvenes; se debe procurar que la instrucción de los jóvenes se organice de modo que no tengan tengan que acudir a escuelas en las que no se mencionan las verdades católicas o incluso de denigran. Por otra parte debe aconsejarse a los laicos su participación en las instituciones católicas que ejercen la caridad; hay que tener en cuenta la influencia que ejercen -para el bien y para el mal- las revistas y escritos populares. Hay que transmitir a los laicos la importancia de que, haciendo uso de los derechos civiles, unan en su actuación el celo por la religión con el celo por los asuntos públicos.
Termina el papa la encíclica confiando y deseando que florezca entre ellos el amor y la concordia, movidos "por un mismo anhelo y un mismo espíritu"  . En ese sentido les recomienda que compartan entre ellos sus planes pastorales, celebren los sínodos episcopales, y cuenten con la ayuda del Legado de la Sede apostólica, Tomás Coconnier, quien podrá siempre transmitir el pensamiento y consejos del papa.